# Сухе (Роздільнянський район)
Сухе́ (у минулому —  хутір Свиний, Свина Балка) — село в Україні, в Роздільнянській міській громаді Роздільнянського району Одеської області. Населення становить 118 осіб. Відноситься до Чобручанського старостинського округу.

## Історія
У 1887 році на хуторі Свина Балка Понятівської волості Тираспольського повіту Херсонської губернії мешкало 25 чоловіків та 23 жінки.
Станом на 20 серпня 1892 року при хуторі Свиному 2-го стану були польові землеволодіння (716 десятин, 2160 сажнів) Кршижановських: вдови колезького асесора Юлії Іванівної та її дітей Івана, Володимира і Марії Ніколаєви.
У 1896 році на хуторі Свина Балка Понятівської волості Тираспольського повіту Херсонської губернії при балці Свина, було 8 дворів, в яких мешкало 38 людей (18 чоловік і 20 жінок); при селищі Чекмежієвка.
На 1 січня 1906 року на хуторі Свина Балка (Сухий, Свиний) Понятівської волості Тираспольського повіту Херсонської губернії, який розташований на лівій стороні балки Великої Свиної, були десятинники на землі Келлерів та Н. Ерка; проживали малороси; існував став, а в степу - колодязі; 3 двори, в яких мешкало 14 людей (7 чоловіків і 7 жінок). 
В 1916 році на хуторі Сухому Понятівської волості Тираспольського повіту Херсонської губернії, мешкало 60 людей (28 чоловік і 32 жінки).
Станом на 28 серпня 1920 р. на хуторі Сухому (Свиний, Свина Балка) Понятівської волості Тираспольського повіту Одеської губернії, було 11 домогосподарств. Для 8 домогосподарів рідною мовою була німецька, 3 — російська. На хуторі 59 людей наявного населення (26 чоловіків і 33 жінок). Родина домогосподаря: 25 чоловіків та 33 жінок (наймані працівники і прислуга: 1 чоловік). Тимчасово відсутні: солдати Червоної Армії — 1 чоловік..
На 1 вересня 1946 року с-ще Сухе було в складі Шевченківської сільської ради.
У результаті адміністративно-територіальної реформи село ввійшло до складу Роздільнянської міської територіальної громади та після місцевих виборів у жовтні 2020 року було підпорядковане Роздільнянській міській раді. До того село входило до складу ліквідованої Старостинської сільради.

## Населення
Згідно з переписом УРСР 1989 року чисельність наявного населення села становила 134 особи, з яких 58 чоловіків та 76 жінок.
За переписом населення України 2001 року в селі мешкало 130 осіб.
2010 — 125 осіб;
2011 — 120 осіб.

### Мова
Розподіл населення за рідною мовою за даними перепису 2001 року:
| Мова       | Відсоток |
| ---------- | -------- |
| українська | 89,31 %  |
| молдовська | 7,63 %   |
| російська  | 2,29 %   |
| гагаузька  | 0,76 %   |